# Giuseppe Cerboni
Giuseppe Cerboni (Itália, 23 de dezembro de 1827 — , 14 de fevereiro de 1917) Foi um matemático italiano que é citado como precursor da Contabilidade como um ramo científico, não só limitada aos registros.

Cerboni defendia a opinião de que a entidade era constituída pelo:
- proprietário;
- os correspondentes (fornecedores, clientes, os que possuíam vínculo comercial com a emrpesa);
- os agentes consignatários (colaboradores responsáveis pela gerência administrativo-financeira).

E que essas relações gerariam vínculos jurídicos dentre as pessoas.